# Televisore a specchio
Un televisore a specchio o TV a specchio (mirror TV) è un televisore trasformabile in uno specchio. I televisori a specchio sono spesso utilizzati per salvare spazio od occultare prodotti di elettronica di consumo in ambienti quali bagni, camere da letto o sale.
I televisori a specchio possono essere integrati nel design di interni e forniscono compatibilità con sistemi domotici integrati. Le maggiori società in questo segmento sono:
AdNotam, Xeniadesign, ClearView,Maxlux Italia (in precedenza MB Quart), Electric Mirror e Seura.
Il prodotto consiste in vetri realizzati appositamente e monitor LCD integrati dietro alla superficie del vetro. Lo specchio è leggermente polarizzato per consentire all'immagine di attraversarne la superficie  in questo modo con lo spegnimento del TV, la soluzione apparirà come uno specchio. I modelli inizialmente presentati con tecnologie LCD risultano disponibili anche in alta definizione. Alcuni produttori forniscono soluzioni di alta gamma totalmente integrabili con prodotti audiovideo.